# Station Mijdrecht
Station Mijdrecht was een spoorwegstation aan de voormalige spoorlijn Aalsmeer - Nieuwersluis-Loenen van de Haarlemmermeerspoorlijnen. 
Het stationsgebouw, een asymmetrisch hoog station van het standaardtype HESM (I) staat, samen met het voormalige toiletgebouw, op de gemeentelijke monumentenlijst van de gemeente De Ronde Venen. Het stationsgebouw bevindt zich anno 2020 aan de Rondweg 2 in Mijdrecht, en fungeert deels als woonhuis. Naast het station ligt een grasveld, met daarop een loods, waarin zich het voormalige toiletgebouw van het station bevindt. De loods dient ter bescherming van het gebouw.

## Geschiedenis
Het station werd geopend op 1 december 1915 en gesloten op 3 september 1950.
Tot 1986 was sloperij Koek in het stationsgebouw gevestigd, die veel oud materieel van de Nederlandse Spoorwegen sloopte ('de huissloper van de NS'). Met de sluiting van het sloopbedrijf kwam een definitief einde aan (het laatste, gebruikte deel van) de Haarlemmermeerlijnen.
In 2017 is er een wandelpad aangelegd over de spoordijk tussen de voormalige stations Mijdrecht en Oukoperdijk: het Bellopad. Het pad is vernoemd naar locomotief NS 7742 'Bello', die over de spoorlijn reed. Het wandelpad passeert het station; er is een bord met informatie over het Bellopad bij het station geplaatst.
Begin 2019 werd bekend dat zich in het stationsgebouw een restaurant zal gaan vestigen. Op het voormalige spoorwegemplacement zal een woonwijk gerealiseerd worden.

## Afbeeldingen

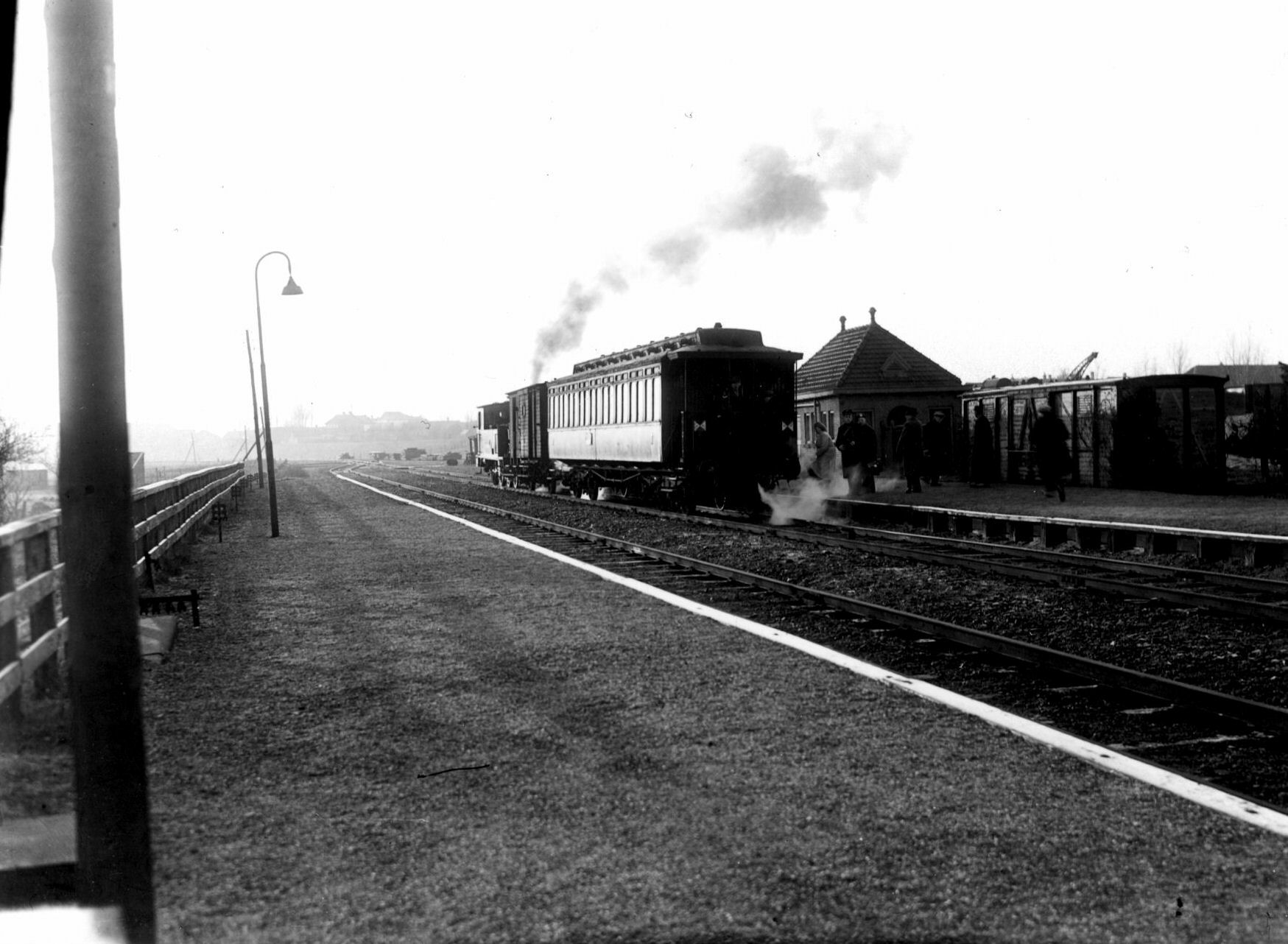
Station Mijdrecht, 1950
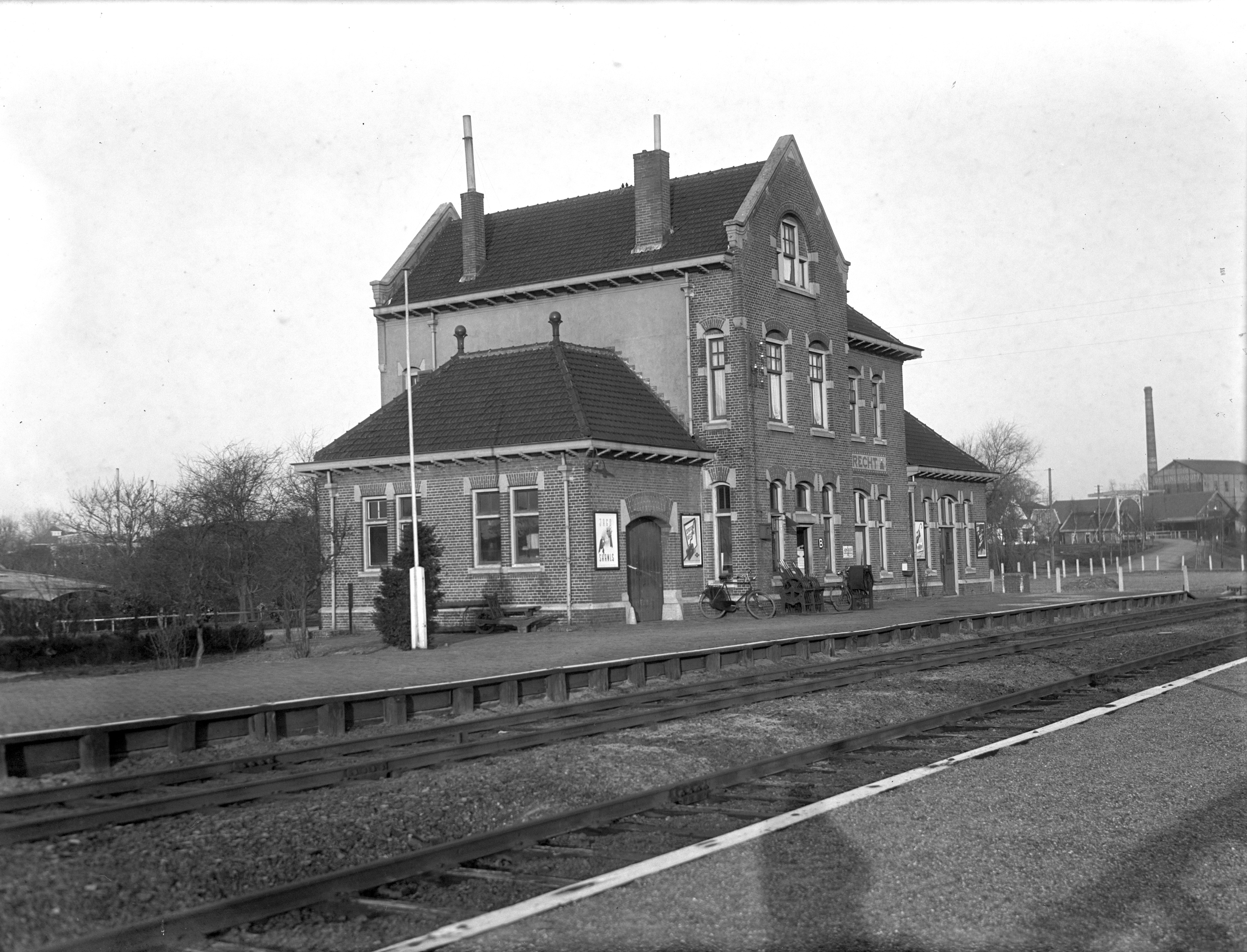
Perronzijde van het station in 1950.
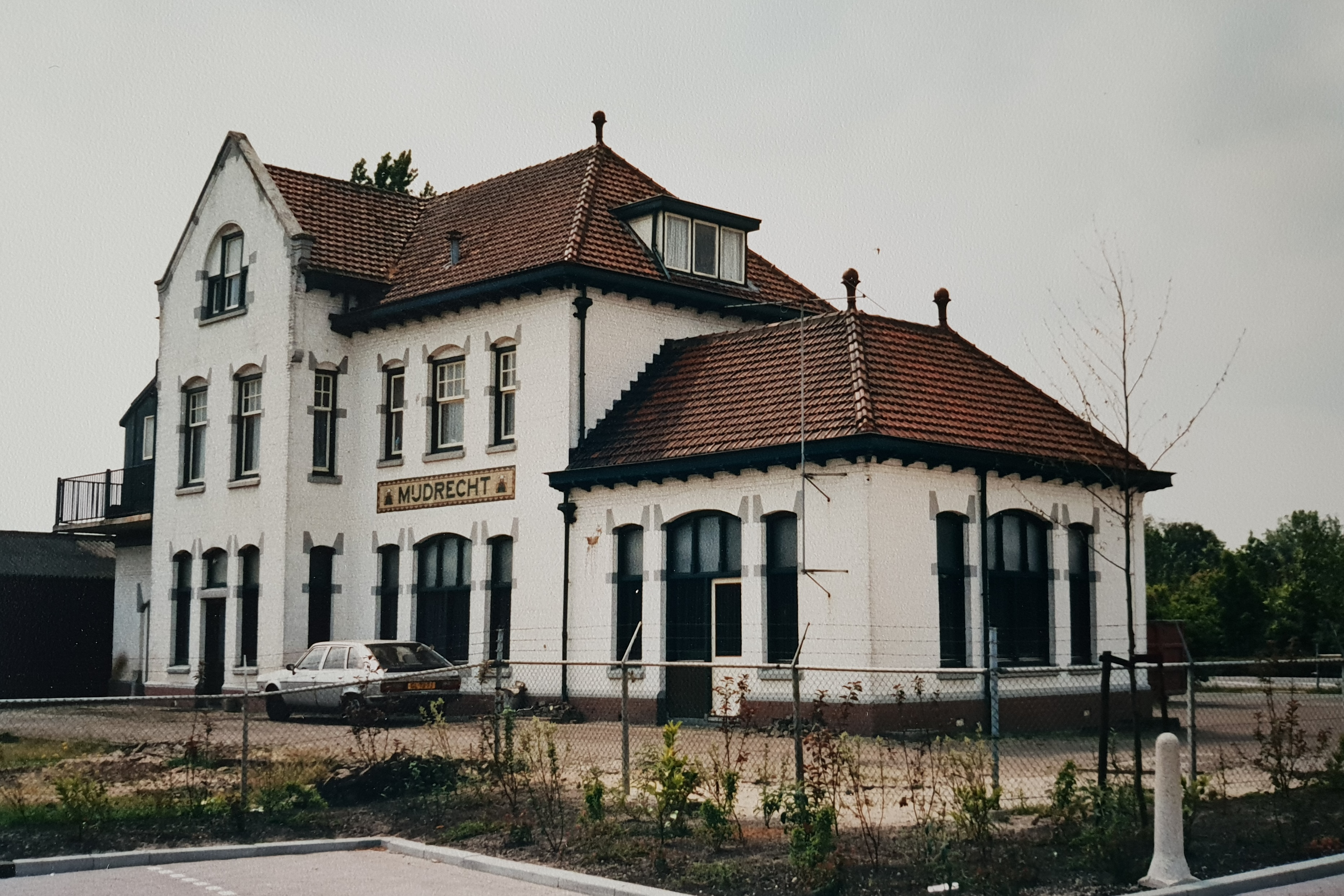
Het station in 1991.
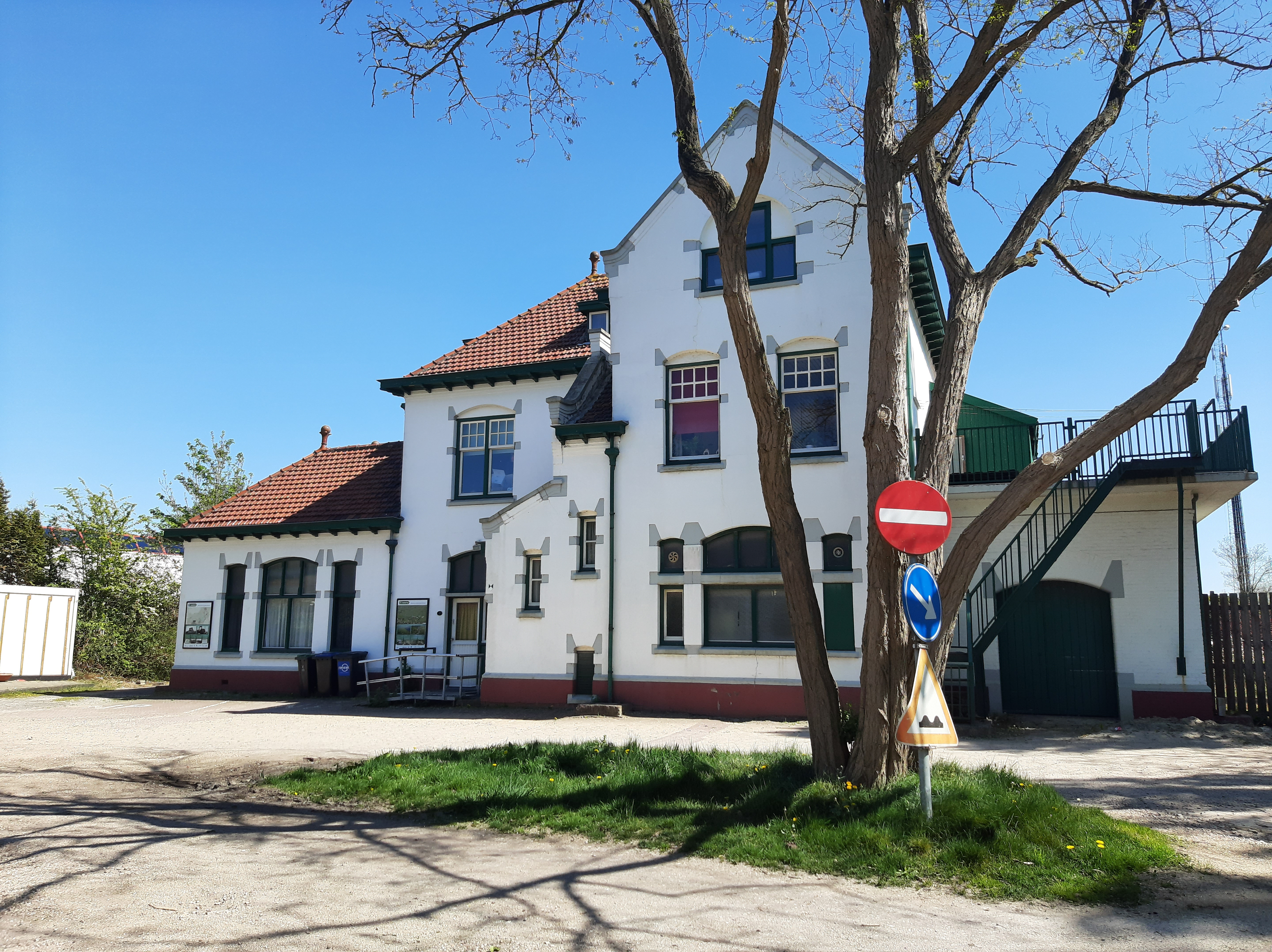
Voorzijde anno 2020.
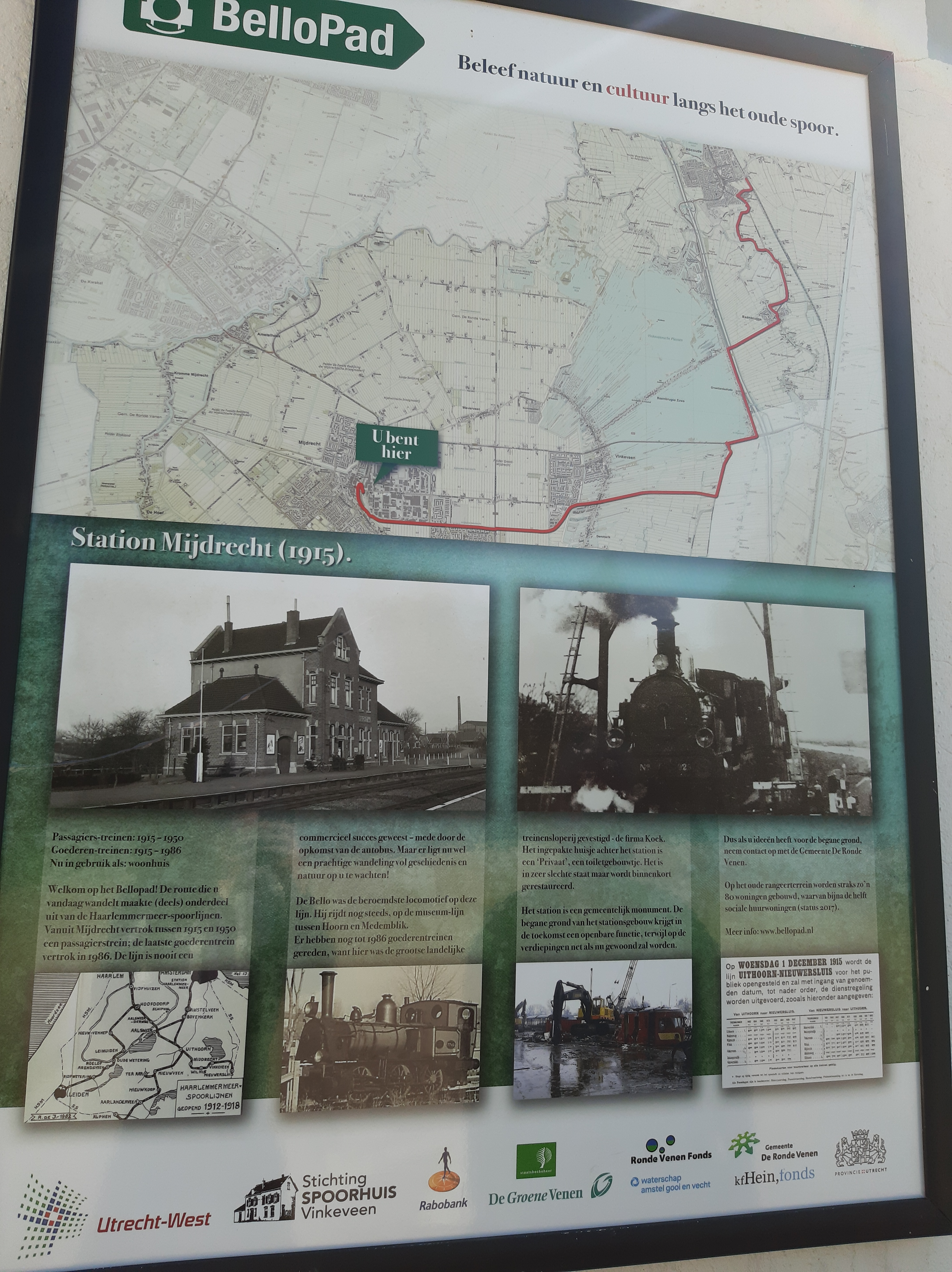
Infobord bij het voormalige station.
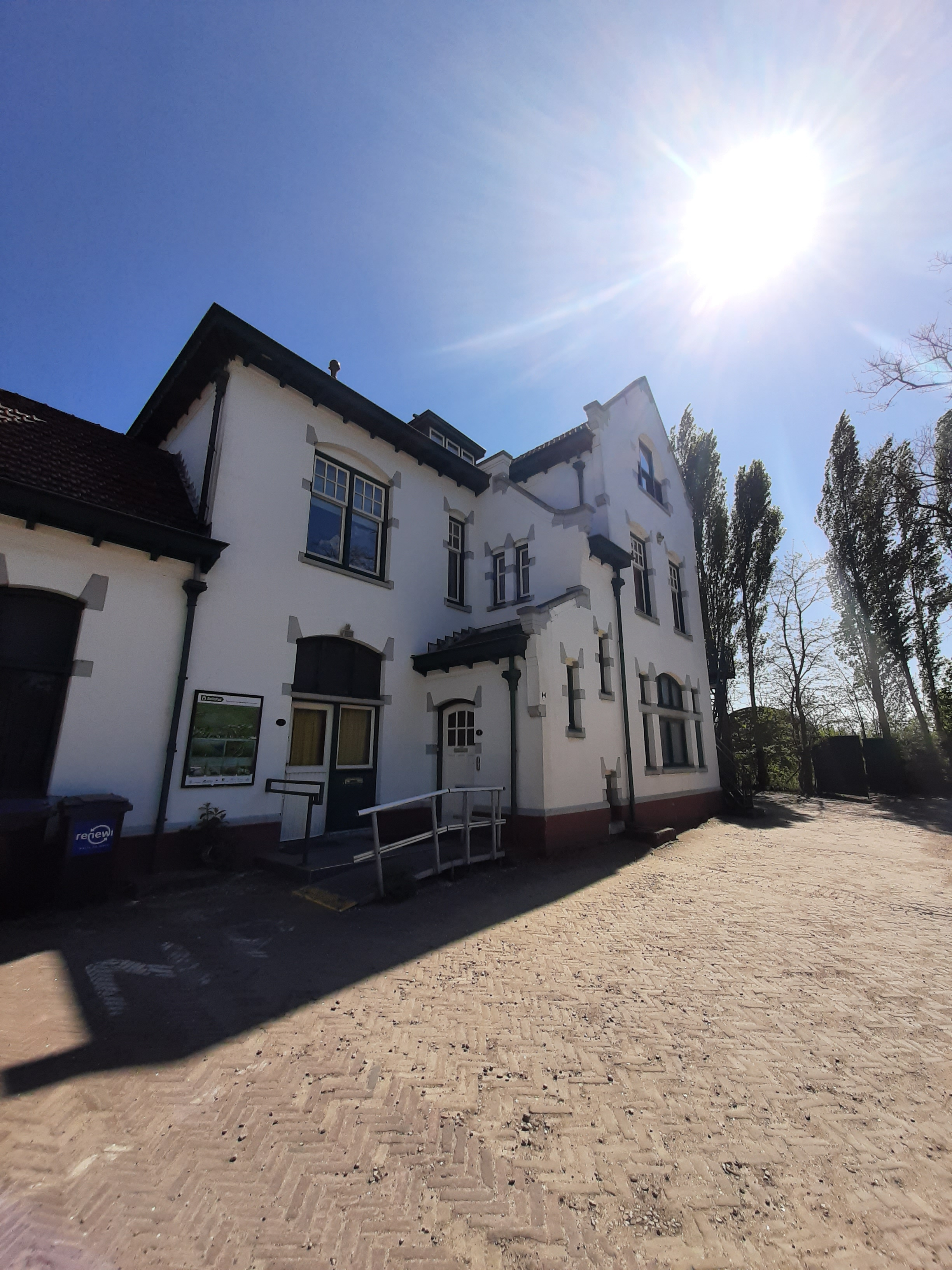
Entree van het station.

Abcoude · 
Amersfoort:
-Centraal · 
-Schothorst · 
-Vathorst · 
Baarn · 
Bilthoven · 
Breukelen · 
Bunnik · 
Den Dolder · 
Driebergen-Zeist · 
Hoevelaken · 
Hollandsche Rading ·
Houten · 
-Castellum · 
Leerdam · 
Maarn · 
Maarssen · 
Rhenen · 
Soest · 
-Zuid · Soestdijk · 
Utrecht:
-Centraal · 
-Leidsche Rijn · 
-Lunetten · 
-Maliebaan · 
-Overvecht · 
-Terwijde · 
-Vaartsche Rijn · 
-Zuilen · 
Veenendaal: 
-Centrum · 
-West · 
Vleuten · 
Woerden
Voormalige stations: zie de lijst van voormalige spoorwegstations in Utrecht